# Кемпелево (Гатчинский район)
Ке́мпелево (фин. Kemppilä) — деревня в Гатчинском муниципальном округе Ленинградской области.

## История
На «Топографической карте окрестностей Санкт-Петербурга» Ф. Ф. Шуберта 1831 года, под общим именем Кемполова, обозначены три смежные деревни состоящие из 9, 3 и 4 дворов. 

КЕМПЕЛЕВО — деревня вотчины его императорского высочества великого князя Михаила Павловича, число жителей по ревизии: 25 м. п., 30 ж. п.  (1838 год)

На картах Ф. Ф. Шуберта 1844 года и профессора С. С. Куторги 1852 года она упоминается как деревня Кемполова.
На этнографической карте Санкт-Петербургской губернии П. И. Кёппена 1849 года она обозначена как деревня «Kempilä», расположенная в ареале расселения эвремейсов. В пояснительном тексте к этнографической карте она записана как деревня Kempilä (Кемпелево) и указано количество её жителей на 1848 год: эвремейсов — 15 м. п., 26 ж. п., савакотов — 9 м. п., 10 ж. п., всего 60 человек.

КЕМПЕЛЕВА — деревня её высочества государыни великой княгини Елены Павловны, по почтовому тракту, число дворов — 6, число душ — 25 м. п. (1856 год)

Согласно «Топографической карте частей Санкт-Петербургской и Выборгской губерний» в 1860 году деревня называлась Кемпелево и состояла из 12 крестьянских дворов.

КЕМПЕЛЕВА ПИТКАЛЯ (КЕМПЕЛЕВО, ПИТКОЛЕВО) — деревня Ораниенбаумского дворцового правления при колодце, число дворов — 13, число жителей: 30 м. п., 41 ж. п. (1862 год)

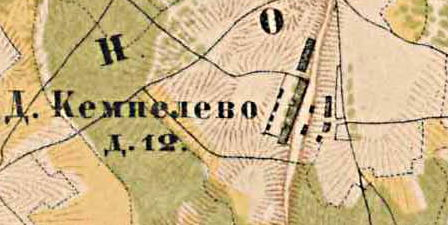
План деревни Кемпелево. 1885 год

В 1885 году деревня Кемпелево насчитывала 12 дворов.
В конце XIX — начале XX века деревня административно относилась к Староскворицкой волости 3-го стана Царскосельского уезда Санкт-Петербургской губернии. Население деревни было исключительно финским.
К 1913 году количество дворов уменьшилось до 11.
С 1917 по 1923 год деревня Кемпелево входила в состав Кастинского сельсовета Староскворицкой волости Детскосельского уезда.
С 1923 года в составе Венгисаровской волости Гатчинского уезда.
С 1924 года в составе Ондровского сельсовета.
Согласно данным переписи населения СССР 1926 года в деревне Кемпелево Ондровского сельсовета Венгисаровской волости Троцкого уезда проживали 124 человека, все финны.
С 1927 года в составе Гатчинского района.
С 1928 года в составе Вохоновского сельсовета. В 1928 году население деревни Кемпелево также составляло 124 человека.

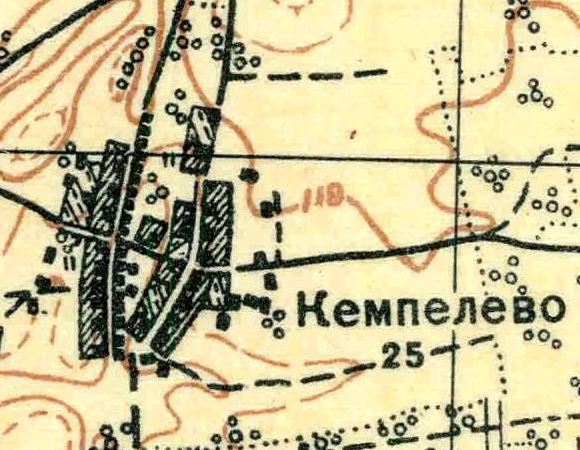
План деревни Кемпелево. 1931 год

Согласно топографической карте 1931 года деревня насчитывала 25 дворов.
По данным 1933 года деревня Кемпелево входила в состав Вохоновского сельсовета Красногвардейского района.
С 1939 года в составе Низковицкого сельсовета.
C 1 августа 1941 года по 31 декабря 1943 года деревня находилась в оккупации.
С 1954 года в составе Большеондровского сельсовета.
В 1958 году население деревни Кемпелево составляло 41 человек.
С 1959 года в составе Пудостьского сельсовета.
По данным 1966, 1973 и 1990 годов деревня Кемпелево также входила в состав Пудостьского сельсовета Гатчинского района.
В 1997 году в деревне проживал 1 человек, в 2002 году — 13 человек (русские — 61%), в 2007 году — 13, в 2010 году — 16.

## География
Деревня расположена в северо-западной части района на автодороге 41К-220 (Кезелево — Большое Ондрово), на границе с Сяськелевским сельским поселением.
Расстояние до административного центра поселения, посёлка Пудость — 16 км.
Расстояние до ближайшей железнодорожной станции Пудость — 20 км.

## Демография
| 1862 | 2007 | 2010 | 2017 |
| ---- | ---- | ---- | ---- |
| 78   | ↘13  | ↗16  | ↘3   |

### Национальный состав
Согласно данным Всероссийской переписи населения 2021 года в деревне проживал 21 человек, все русские.